# إميل كارلسن
إميل كارلسن (بالإنجليزية: Emil Carlsen)‏ هو رسام أمريكي، ولد في 19 أكتوبر 1853 في كوبنهاغن في الدنمارك، وتوفي في 2 يناير 1932 في نيويورك في الولايات المتحدة.